# Zastava Mađarske
Zastava Mađarske je vodoravna trobojka. Usvojena je tijekom revolucije 1848. godine. Crvena simbolizira snagu, bijela vjernost, a zelena nadu.
Do 1945. grb kraljevske krune bio je smješten u centru zastave. Tijekom komunističkog perioda, grb s crvenom zvijezdom nalazio se u sredini. U revoluciji 1956. grb je skinut sa zastave i stoga je prazna trobojka simbol ustanka.
Nakon 1990. u uporabi je ponovno i zastava s povijesnim grbom s krunom.

## Povijest
- Zastava Kraljevine Ugarske, dijela Austro-Ugarske (1867. – 1918.)
- Zastava kratkoživuće Mađarske Demokratske Republike (1918. – 1919.)
- Zastava kratkoživuće Mađarske Sovjetske Republike (1919.)
- Zastava Horthyjeve Kraljevine Mađarske (1920. – 1946.)
- Zastava korištena u razdobljima 1946.–1949. i 1956.–1957. Na trobojnici se nalazi Kossuthov grb.
- Zastava Narodne Republike Mađarske je imala grb sličan onom sovjetskom (1949. – 1956.).
- Mađarska trobojnica s izrezanim grbom bila je simbol Mađarske revolucije 1956.
- Mađarska zastava, kakva se koristi od 1957.

## Vanjske poveznice
- Flags of the World